# 제이미 벨
앤드루 제임스 맷핀 "제이미 벨"(영어: Andrew James Matfin "Jamie" Bell, 1986년 3월 14일 ~ )은 잉글랜드의 배우이다. 14세 때 스티븐 돌드리 감독의 2000년 영화 《빌리 엘리어트》에서 주인공 빌리 엘리어트 역을 맡으며 아역 배우로 데뷔했고, 이 역할로 영국 아카데미 남우주연상을 수상했다. 이후의 대표 출연작으로 《킹콩》(2005), 《점퍼》(2008), 《설국열차》(2013)가 있다. 2015년 개봉하는 《판타스틱 포》에서는 벤 그림 / 싱 역에 캐스팅되었다.

## 출연 작품

### 영화
- 빌리 엘리어트
- 킹콩
- 점퍼
- 디파이언스 - 아사엘 비엘스키 역
- 제인 에어 - 세인트 존 리버스 역
- 설국열차 - 에드가 역
- 필름스타 인 리버풀 - 피터 터너 역
- 대테러 님로드 작전 - 러스티 역
- 도니브룩
- 스킨 - 브라이언 역
- 로켓맨 - 버니 토핀 역
- 위다웃 리모스

제작 총괄
- 틴 스피릿